# 赤の広場での軍事パレード
赤の広場での軍事パレード（あかのひろばでのぐんじパレード、ロシア語: Военные парады на Красной площади）は、ロシアの首都モスクワの中心部「赤の広場」で開催される観兵式の総称。
ソビエト連邦時代に開催されたほとんどの観兵式は十月革命を記念するものであり、毎年11月7日に行われた。1968年までは革命記念日の他、5月1日のメーデーにも軍事パレードが行われていた。ソビエト連邦崩壊後は、独ソ戦の勝利を記念する閲兵式が1995年以降毎年開かれるようになっている。
この記事では赤の広場で行われるパレードについて解説しているが、ほかの都市では使用車両や演奏される曲、形態が異なる。

## パレードの主な形
時代によってパレードの形は変化するが、基本的にはスパスカヤ塔からオープンカー（1952年以前は馬）に搭乗した国防相級の人物が登場し、広場に集合している兵士に挨拶をした後、レーニン廟（97年以降は広場中央雛壇）に登り、国防相（1941年はソ連共産党書記長、1990年はソ連大統領、1995年以降はロシア連邦大統領）が演説をした後、国歌が演奏され、兵士の行進が始まる。
兵士の行進が終わった後、車両部門の行進が始まり、戦車などが広場を走行する。車両行進が終わると同時に観閲飛行が始まり、戦闘機などが赤の広場上空を飛行する。観閲飛行の最後には戦闘機でロシア国旗を表す三色のスモークが赤の広場上空に焚かれ、観閲飛行は終了する。それと同時に軍楽隊による3分程度のパフォーマンスが行われ、軍楽隊の解散を以て軍事パレードは終了する。
ソ連時代は軍事パレード終了後、労働者によるデモンストレーションが行われたが、ソ連崩壊後のロシアでは大統領らが赤の広場近くの無名戦士の墓に花を供え、国歌演奏の後、第154独立警備プレオブラジェンスキー連隊による行進が行われる。

## パレードでの挨拶・報告
挨拶・報告等の例（1982年）
ルシェフ受閲部隊指揮官『Парад смирно!! Для встречи слево, на кра-УЛ!!』

ルシェフ受閲部隊指揮官『受閲部隊、気を付け!!頭を左に向け銃を捧げよ!!』
（観閲官がスパスカヤ塔から登場、受閲部隊指揮官と観閲官が合流）
ルシェフ受閲部隊指揮官

『Товарищ маршал советского союза,

Войска Московского гарнизона для парада в ознаменование 65-я годовщины

 Великой октябрьской социалистической революции.

построены. Командующий парадом , генерал-армии Лушев』

ルシェフ受閲部隊指揮官

『同志ソ連邦元帥閣下、

モスクワ駐屯部隊は偉大なる10月社会主義革命65周年記念式典の為

整列したことを報告する。ルシェフ受閲部隊指揮官ー陸軍上級大将』
（巡閲開始）
観閲官『Здравствуйте товарищи!!』

観閲官『同志達!!』
兵士『Здравствуйте товарищ маршалы и генералы!!』

兵士『同志元帥閣下上級大将閣下!!』
観閲官『65-я годовщины Великой октябрьской социалистической революции!!』

観閲官『大10月社会主義革命65周年おめでとう!!』
兵士『Ура!!Ура!!Ура!!』

兵士『万歳!!万歳!!万歳!!』
（観閲官が霊廟に登壇）
指揮官『Вольно』

指揮官『休め、全員傾聴』
（ファンファーレ演奏）
（観閲官と指揮官による巡閲終了、観閲官による演説）
観閲官『Да здравствует героический Советский народ его доблестные вооруженные силы.

Слава Коммунистической парти советского союза, вдохновитель и организатор у всех наших побед ура!』

観閲官『英雄的な全ソビエト国民とその勇敢な軍隊に万歳。

私達が掴んだ全ての勝利の鼓舞者であり立役者であるソビエト連邦共産党に万歳！』
兵士『ура!!Ура!!Ура!!』

兵士『万歳!!万歳!!万歳!!』
（国歌演奏演奏終了後、総員傾聴解除のファンファーレが演奏される）
指揮官『Парад  Смирно!! К торжественному маршу,』

指揮官『受閲部隊、気を付け!!行進の準備をせよ!!』
（列線兵、指定された位置へガチョウ行進で移動）
指揮官『Побатальонно, на одного линейного дистанции, первый батальон прямо, остальные напра - ВО! На пле - чо! Равнение направо!  Шагом марш!』

指揮官『第一大隊以外の各大隊は列線兵一人分の間隔を取り右を向け!!銃を担え!!右を見て、行進開始!!』
（行進開始）

## 軍事パレードの一覧
| 開催年日       | 開催国       | 最高指導者                     | 内容                         |
| -------------- | ------------ | ------------------------------ | ---------------------------- |
| 1945年6月24日  | ソビエト連邦 | ヨシフ・スターリン             | 対独戦勝記念パレード         |
| 1946年5月1日   | ソビエト連邦 | ヨシフ・スターリン             | メーデー                     |
| 1946年11月7日  | ソビエト連邦 | ヨシフ・スターリン             | 10月革命29周年記念           |
| 1947年5月1日   | ソビエト連邦 | ヨシフ・スターリン             | メーデー                     |
| 1947年11月7日  | ソビエト連邦 | ヨシフ・スターリン             | 10月革命30周年記念           |
| 1948年5月1日   | ソビエト連邦 | ヨシフ・スターリン             | メーデー                     |
| 1948年11月7日  | ソビエト連邦 | ヨシフ・スターリン             | 10月革命31周年記念           |
| 1949年5月1日   | ソビエト連邦 | ヨシフ・スターリン             | メーデー                     |
| 1949年11月7日  | ソビエト連邦 | ヨシフ・スターリン             | 10月革命32周年記念           |
| 1950年5月1日   | ソビエト連邦 | ヨシフ・スターリン             | メーデー                     |
| 1950年11月7日  | ソビエト連邦 | ヨシフ・スターリン             | 10月革命33周年記念           |
| 1951年5月1日   | ソビエト連邦 | ヨシフ・スターリン             | メーデー                     |
| 1951年11月7日  | ソビエト連邦 | ヨシフ・スターリン             | 10月革命34周年記念           |
| 1952年5月1日   | ソビエト連邦 | ヨシフ・スターリン             | メーデー                     |
| 1952年11月7日  | ソビエト連邦 | ヨシフ・スターリン             | 10月革命35周年記念           |
| 1953年3月9日   | ソビエト連邦 | ゲオルギー・マレンコフ         | ヨシフスターリンの国葬       |
| 1953年5月1日   | ソビエト連邦 | ゲオルギー・マレンコフ         | メーデー                     |
| 1953年11月7日  | ソビエト連邦 | ニキータ・フルシチョフ         | 10月革命36周年記念           |
| 1954年5月1日   | ソビエト連邦 | ニキータ・フルシチョフ         | メーデー                     |
| 1954年11月7日  | ソビエト連邦 | ニキータ・フルシチョフ         | 10月革命37周年記念           |
| 1955年5月1日   | ソビエト連邦 | ニキータ・フルシチョフ         | メーデー                     |
| 1955年11月7日  | ソビエト連邦 | ニキータ・フルシチョフ         | 10月革命38周年記念           |
| 1956年5月1日   | ソビエト連邦 | ニキータ・フルシチョフ         | メーデー                     |
| 1956年11月7日  | ソビエト連邦 | ニキータ・フルシチョフ         | 10月革命39周年記念           |
| 1957年5月1日   | ソビエト連邦 | ニキータ・フルシチョフ         | メーデー                     |
| 1957年11月7日  | ソビエト連邦 | ニキータ・フルシチョフ         | 10月革命40周年記念           |
| 1958年5月1日   | ソビエト連邦 | ニキータ・フルシチョフ         | メーデー                     |
| 1958年11月7日  | ソビエト連邦 | ニキータ・フルシチョフ         | 10月革命41周年記念           |
| 1959年5月1日   | ソビエト連邦 | ニキータ・フルシチョフ         | メーデー                     |
| 1959年11月7日  | ソビエト連邦 | ニキータ・フルシチョフ         | 10月革命42周年記念           |
| 1960年5月1日   | ソビエト連邦 | ニキータ・フルシチョフ         | メーデー                     |
| 1960年11月7日  | ソビエト連邦 | ニキータ・フルシチョフ         | 10月革命43周年記念           |
| 1961年5月1日   | ソビエト連邦 | ニキータ・フルシチョフ         | メーデー                     |
| 1961年11月7日  | ソビエト連邦 | ニキータ・フルシチョフ         | 10月革命44周年記念           |
| 1962年5月1日   | ソビエト連邦 | ニキータ・フルシチョフ         | メーデー                     |
| 1962年11月7日  | ソビエト連邦 | ニキータ・フルシチョフ         | 10月革命45周年記念           |
| 1963年5月1日   | ソビエト連邦 | ニキータ・フルシチョフ         | メーデー                     |
| 1963年11月7日  | ソビエト連邦 | ニキータ・フルシチョフ         | 10月革命46周年記念           |
| 1964年5月1日   | ソビエト連邦 | ニキータ・フルシチョフ         | メーデー                     |
| 1964年11月7日  | ソビエト連邦 | レオニード・ブレジネフ         | 10月革命47周年記念           |
| 1965年5月9日   | ソビエト連邦 | レオニード・ブレジネフ         | 対独戦勝20周年記念           |
| 1965年11月7日  | ソビエト連邦 | レオニード・ブレジネフ         | 10月革命48周年記念           |
| 1966年5月1日   | ソビエト連邦 | レオニード・ブレジネフ         | メーデー                     |
| 1966年11月7日  | ソビエト連邦 | レオニード・ブレジネフ         | 10月革命49周年記念           |
| 1967年5月1日   | ソビエト連邦 | レオニード・ブレジネフ         | メーデー                     |
| 1967年11月7日  | ソビエト連邦 | レオニード・ブレジネフ         | 10月革命50周年記念           |
| 1968年5月1日   | ソビエト連邦 | レオニード・ブレジネフ         | メーデー                     |
| 1968年11月7日  | ソビエト連邦 | レオニード・ブレジネフ         | 10月革命51周年記念           |
| 1969年11月7日  | ソビエト連邦 | レオニード・ブレジネフ         | 10月革命52周年記念           |
| 1970年11月7日  | ソビエト連邦 | レオニード・ブレジネフ         | 10月革命53周年記念           |
| 1971年11月7日  | ソビエト連邦 | レオニード・ブレジネフ         | 10月革命54周年記念           |
| 1972年11月7日  | ソビエト連邦 | レオニード・ブレジネフ         | 10月革命55周年記念           |
| 1973年11月7日  | ソビエト連邦 | レオニード・ブレジネフ         | 10月革命56周年記念           |
| 1974年11月7日  | ソビエト連邦 | レオニード・ブレジネフ         | 10月革命57周年記念           |
| 1975年11月7日  | ソビエト連邦 | レオニード・ブレジネフ         | 10月革命58周年記念           |
| 1976年11月7日  | ソビエト連邦 | レオニード・ブレジネフ         | 10月革命59周年記念           |
| 1977年11月7日  | ソビエト連邦 | レオニード・ブレジネフ         | 10月革命60周年記念           |
| 1978年11月7日  | ソビエト連邦 | レオニード・ブレジネフ         | 10月革命61周年記念           |
| 1979年11月7日  | ソビエト連邦 | レオニード・ブレジネフ         | 10月革命62周年記念           |
| 1980年11月7日  | ソビエト連邦 | レオニード・ブレジネフ         | 10月革命63周年記念           |
| 1981年11月7日  | ソビエト連邦 | レオニード・ブレジネフ         | 10月革命64周年記念           |
| 1982年11月7日  | ソビエト連邦 | レオニード・ブレジネフ         | 10月革命65周年記念           |
| 1982年11月15日 | ソビエト連邦 | ユーリ・アンドロポフ           | レオニード・ブレジネフの国葬 |
| 1983年11月7日  | ソビエト連邦 | ユーリ・アンドロポフ           | 10月革命66周年記念           |
| 1984年2月14日  | ソビエト連邦 | コンスタンティン・チェルネンコ | ユーリ・アンドロポフの国葬   |
| 1984年11月7日  | ソビエト連邦 | コンスタンティン・チェルネンコ | 10月革命67周年記念           |
| 1985年3月13日  | ソビエト連邦 | ミハイル・ゴルバチョフ         | K・チェルネンコの国葬        |
| 1985年5月9日   | ソビエト連邦 | ミハイル・ゴルバチョフ         | 対独戦勝40周年記念           |
| 1985年11月7日  | ソビエト連邦 | ミハイル・ゴルバチョフ         | 10月革命68周年記念           |
| 1986年11月7日  | ソビエト連邦 | ミハイル・ゴルバチョフ         | 10月革命69周年記念           |
| 1987年11月7日  | ソビエト連邦 | ミハイル・ゴルバチョフ         | 10月革命70周年記念           |
| 1988年11月7日  | ソビエト連邦 | ミハイル・ゴルバチョフ         | 10月革命71周年記念           |
| 1989年11月7日  | ソビエト連邦 | ミハイル・ゴルバチョフ         | 10月革命72周年記念           |
| 1990年5月9日   | ソビエト連邦 | ミハイル・ゴルバチョフ         | 対独戦勝45周年記念           |
| 1990年11月7日  | ソビエト連邦 | ミハイル・ゴルバチョフ         | 10月革命73周年記念           |
| 1995年5月9日   | ロシア連邦   | ボリス・エリツィン             | 対独戦勝50周年記念           |
| 1996年5月9日   | ロシア連邦   | ボリス・エリツィン             | 対独戦勝51周年記念           |
| 1997年5月9日   | ロシア連邦   | ボリス・エリツィン             | 対独戦勝52周年記念           |
| 1998年5月9日   | ロシア連邦   | ボリス・エリツィン             | 対独戦勝53周年記念           |
| 1999年5月9日   | ロシア連邦   | ボリス・エリツィン             | 対独戦勝54周年記念           |
| 2000年5月9日   | ロシア連邦   | ウラジーミル・プーチン         | 対独戦勝55周年記念           |
| 2001年5月9日   | ロシア連邦   | ウラジーミル・プーチン         | 対独戦勝56周年記念           |
| 2002年5月9日   | ロシア連邦   | ウラジーミル・プーチン         | 対独戦勝57周年記念           |
| 2003年5月9日   | ロシア連邦   | ウラジーミル・プーチン         | 対独戦勝58周年記念           |
| 2004年5月9日   | ロシア連邦   | ウラジーミル・プーチン         | 対独戦勝59周年記念           |
| 2005年5月9日   | ロシア連邦   | ウラジーミル・プーチン         | 対独戦勝60周年記念           |
| 2006年5月9日   | ロシア連邦   | ウラジーミル・プーチン         | 対独戦勝61周年記念           |
| 2007年5月9日   | ロシア連邦   | ウラジーミル・プーチン         | 対独戦勝62周年記念           |
| 2008年5月9日   | ロシア連邦   | ドミートリー・メドヴェージェフ | 対独戦勝63周年記念           |
| 2009年5月9日   | ロシア連邦   | ドミートリー・メドヴェージェフ | 対独戦勝64周年記念           |
| 2010年5月9日   | ロシア連邦   | ドミートリー・メドヴェージェフ | 対独戦勝65周年記念           |
| 2011年5月9日   | ロシア連邦   | ドミートリー・メドヴェージェフ | 対独戦勝66周年記念           |
| 2012年5月9日   | ロシア連邦   | ウラジーミル・プーチン         | 対独戦勝67周年記念           |
| 2013年5月9日   | ロシア連邦   | ウラジーミル・プーチン         | 対独戦勝68周年記念           |
| 2014年5月9日   | ロシア連邦   | ウラジーミル・プーチン         | 対独戦勝69周年記念           |
| 2015年5月9日   | ロシア連邦   | ウラジーミル・プーチン         | 対独戦勝70周年記念           |
| 2016年5月9日   | ロシア連邦   | ウラジーミル・プーチン         | 対独戦勝71周年記念           |
| 2017年5月9日   | ロシア連邦   | ウラジーミル・プーチン         | 対独戦勝72周年記念           |
| 2018年5月9日   | ロシア連邦   | ウラジーミル・プーチン         | 対独戦勝73周年記念           |
| 2019年5月9日   | ロシア連邦   | ウラジーミル・プーチン         | 対独戦勝74周年記念           |
| 2020年6月24日  | ロシア連邦   | ウラジーミル・プーチン         | 対独戦勝75周年記念           |
| 2021年5月9日   | ロシア連邦   | ウラジーミル・プーチン         | 対独戦勝76周年記念           |
| 2022年5月9日   | ロシア連邦   | ウラジーミル・プーチン         | 対独戦勝77周年記念           |
| 2023年5月9日   | ロシア連邦   | ウラジーミル・プーチン         | 対独戦勝78周年記念           |
| 2024年5月9日   | ロシア連邦   | ウラジーミル・プーチン         | 対独戦勝79周年記念           |
| 2025年5月9日   | ロシア連邦   | ウラジーミル・プーチン         | 対独戦勝80周年記念           |

## 歴史

### ソ連成立以前（ロシア革命）
ソ連成立以前のパレードは主にロシア・ソビエト連邦社会主義共和国（RSFSR）モスクワで行われた。最初のパレードは1918年5月1日に行われた。

### ソ連成立後 - 第二次世界大戦前
第二次世界大戦以前のパレードは当時のソ連体制、大粛清などが影響し幹部の入れ替わりが激しかった。映像も少なく、儀礼的とはいえ形式も確立していなかったためパレードごとに様々な特色が出ている。この間に開催された主なパレードとしてレーニンの国葬などがある。

### 第二次世界大戦中
| 日付          | 場所         | 最高指導者         |
| ------------- | ------------ | ------------------ |
| 1941年11月7日 | ソビエト連邦 | ヨシフ・スターリン |

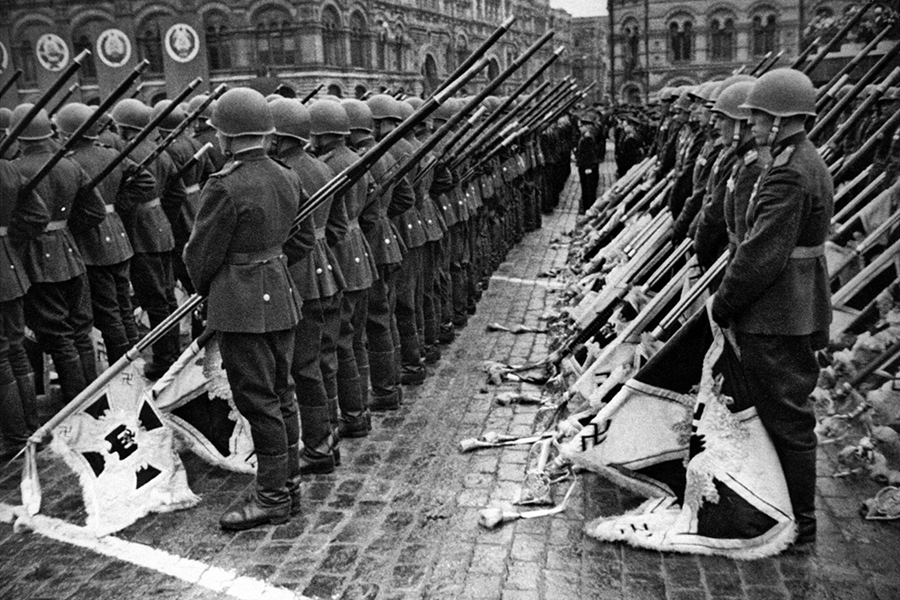
1945年モスクワ戦勝記念パレード

第二次世界大戦中は1941年の大10月革命24周年記念パレードのみ開催された。このパレード当時、モスクワにはドイツ軍が迫っており、パレードに参加した兵士はそのまま前線に送られた。
1941年11月7日に開催された大10月社会主義革命24周年記念パレードは独ソ戦(ソ連では大祖国戦争)中に開催された唯一のパレードである。「モスクワ駐留軍作戦」という名で極秘に計画され、モスクワ攻略戦（1941年9月30日-1942年4月20日）の最中、前線がモスクワからわずか数十キロのところにあるときに開催された。このパレードは、赤軍の兵士や司令官の高い精神を示し、ソ連全土から何千人もの若者が前線で志願兵として入隊するきっかけとなり、歴史的に重要な意義のあるものとなった。
11月7日当時の天気予報は、モスクワ西部の気象観測所がすべてドイツ軍に占拠されていたため判明できなかったが、パレードの前夜ヴィトルド・ヴィトキエヴィッチ率いるティミリャゼフ・アカデミーの予報士たちは、低い雲と雪があれば爆撃を防げるという予報を出した。猛吹雪にもかかわらず、モスクワの防空網は25分間のパレードを守るために完全な警戒態勢に入った。市内には35の医療拠点と10台の救急車が稼動していた。建物、道路、ガス、電気網の火災や倒壊に備え、赤の広場付近に5人の復旧班、10人半の消防士、その他の特殊装備を動員した。パレードの前夜、チェーカー将校、衛兵、技術スタッフがレーニン廟を点検し閉鎖した。
独ソ戦以降消灯されたクレムリンの赤い星はスターリンの命令で再び点灯された。ソ連崩壊後の2002年以降、10月革命24周年パレードを称える「名誉パレード」が開催されるようになった。なお新型コロナウイルス感染症 の流行により2020年以降は開催を見合わせている。
第二次世界大戦終了後、特にその直後に開催されたモスクワ対独戦勝記念パレードはソ連崩壊後においても重要視される国家行事の一つとして挙げられる。ヨシフ・スターリン死後、現代まで受け継がれるパレードの原型が完成された。

### 1950年代
1957年の革命40周年記念パレードから1966年の革命記念パレードまで、スターリン時代の影響で、派手な装飾が広場に施された。冷戦ピークということもあり、当時最新鋭のミサイルや戦車などが走行した。

### 1960年代
1967年の革命50周年記念パレードから1976年まで、装飾に数字版（グム左側に10月革命が起きた年である1917、グム右側にパレード開催年）が導入され、レーニンの肖像画が新調された。1967年には10月革命50周年を記念して赤の広場に隣接するマネージュ広場 が『大10月革命50周年記念広場』に改名され、ソ連初のカラー放送が開始されるなど、全体的に見ても大規模に祝われたパレードであった。

### 1970年代

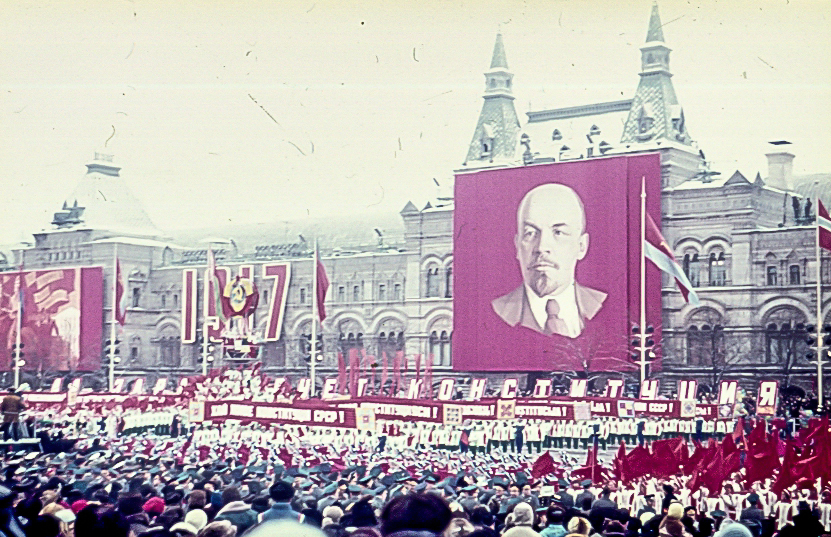
革命記念パレード（1977年11月7日）

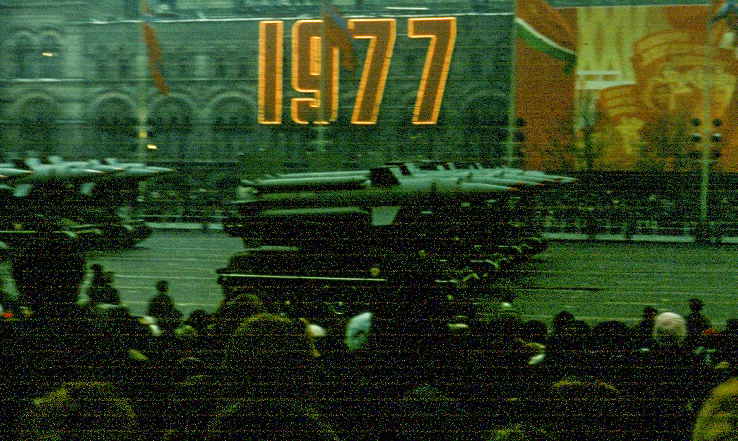
革命記念パレード（1977年11月7日）

レーニンの肖像画が新調された。

### 1980年代

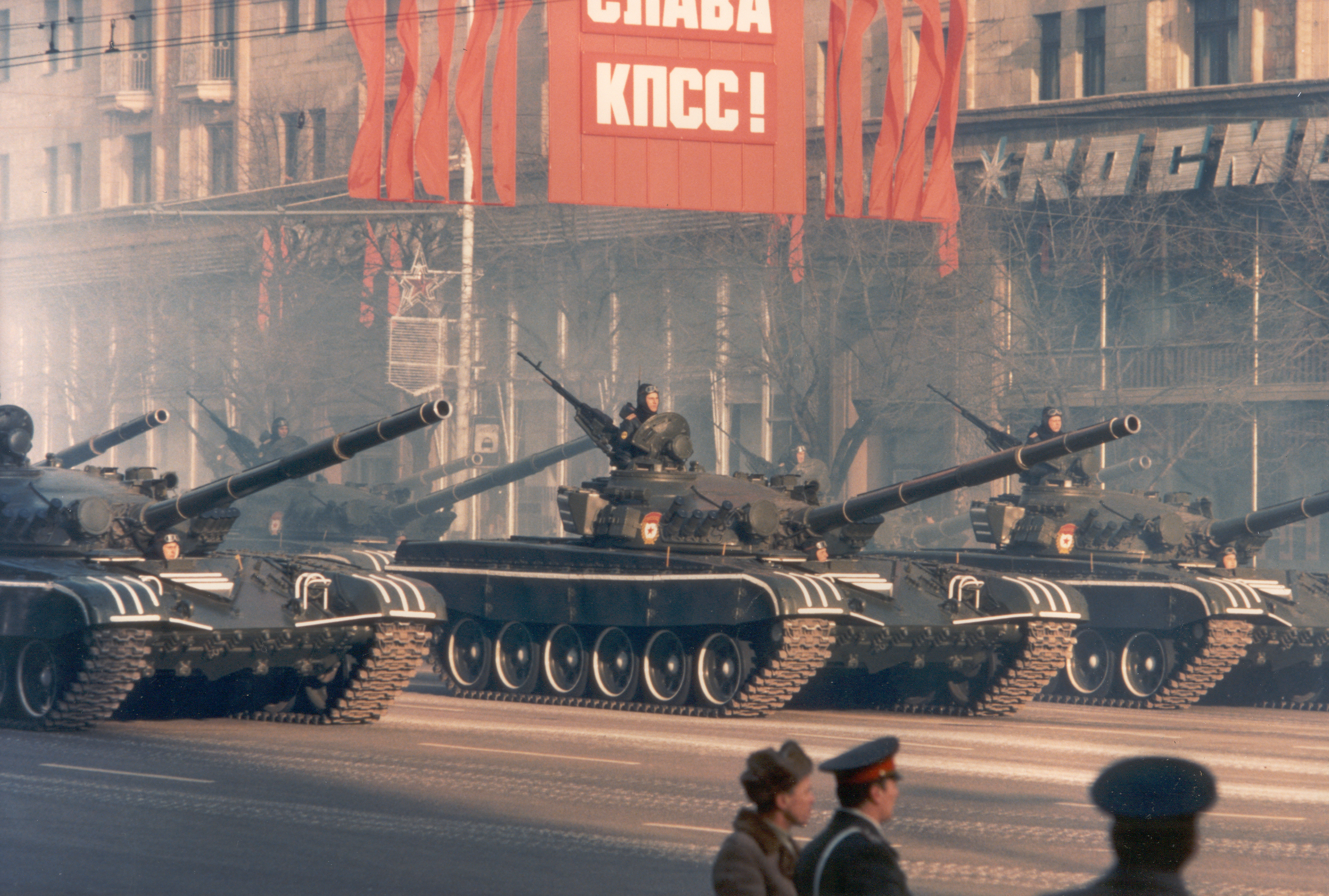
革命記念パレード（1983年11月7日）

レーニンの肖像画及び1967年以降に使用された数字版が新調され、ソビエト連邦構成共和国の国旗が飾られなくなった。

### 1990年代
1991年にソビエト連邦が崩壊し、ロシア連邦が誕生したが、急速な資本主義化や第一次チェチェン紛争など数多くの問題を抱えることとなり、1995年までパレードは開催されなかった。1995年に開催された対独戦勝50周年記念パレードは、ソ連のシンボルとも言える鎌と槌が描かれた旗の登場や、ボリス・エリツィン大統領ら政府幹部によるレーニン廟上への登壇など、新生ロシアが目標としていた共産主義の克服をアピールできずロシア内外から批判の声が上がった。97年からは霊廟前に特設ステージが設けられるようになった。

### 2000年代
1999年12月にエリツィンが大統領を辞任し、ウラジーミル・プーチンが大統領になると、パレードの内容は大きく変更された。2001年には国歌がソ連国歌と同じメロディーに回帰し、05年にはグム百貨店正面に電光掲示板が設置されるなど、ソ連時代を尊重しながらも近代ロシアを確立したいプーチン政権の思惑がパレードに映し出された。2003年と2004年、2006年と2007年には、国歌がアカペラで披露され、新生ロシアがアピールされた。04年からは総員傾聴解除のファンファーレが従来のものから変更となった。
2008年、プーチンは任期満了に伴って大統領を退任し、首相に就任。後継大統領となったメドヴェージェフの下で、ソ連崩壊以降行われてこなかった軍事車両の行進が復活した。ただし、これはプーチンの強い意向によるものとされる。戦勝記念パレードは国威発揚の場となり、2014年のクリミア併合に際しては、強いロシアの実現が国内外にアピールされた。

### 2010年代
2010年に開催された対独戦勝65周年記念パレード以降、聖旗とロシア国旗を掲げる兵士が行進する際の曲がプレオブラジェンスキー近衛連隊行進曲（Марш лейб-гвардии Преображенского полка）から、独ソ戦直後に作曲された聖なる戦い（Священная война）に変更され、兵士の行進隊形がソ連時代と同じものになるなど、ソ連時代をより慮るパレード形式となった。2012年にプーチンが大統領に復帰し、2014年にクリミア併合が行われると、パレードも徐々に規模を拡大し、2015年のパレードでは中国やベラルーシ、インドやカザフスタンなどの兵士が赤の広場を行進した。
2019年に開催された戦勝74周年記念パレードでは、観閲官と司令官が使用する車がジルのЗИЛ-41041 АМГ(GAZ製)から、ロシア国営の自動車会社であるアウルス社の新車、アウルス・セナート（Аурус Сенат）に変更された。

### 2020年代
2020年のパレードは、新型コロナの世界的流行により、5月9日から6月24日に延期された。1945年以降、戦勝記念パレードが5月9日以外に実施されたのは、史上初めてのことである。スパスカヤ塔下からの観閲官登場から司令官挨拶までの曲が祝典巡閲行進曲『祝勝行進曲』（Торжественно-триумфальный марш）から、祝典巡閲行進曲『赤軍25周年』（Юбилейный встречный марш «25 лет РККА»）に変更されるなど、ソ連色が濃くなっている。

## 主なパレード
1991年にソ連が崩壊しロシア連邦が成立すると、それに伴う混乱により、暫くの間パレードは開催されなかった。しかし、戦勝50周年の節目である1995年に戦勝記念パレードが開催されて以降、毎年実施されるようになった。

### 1995年対独戦勝記念パレード

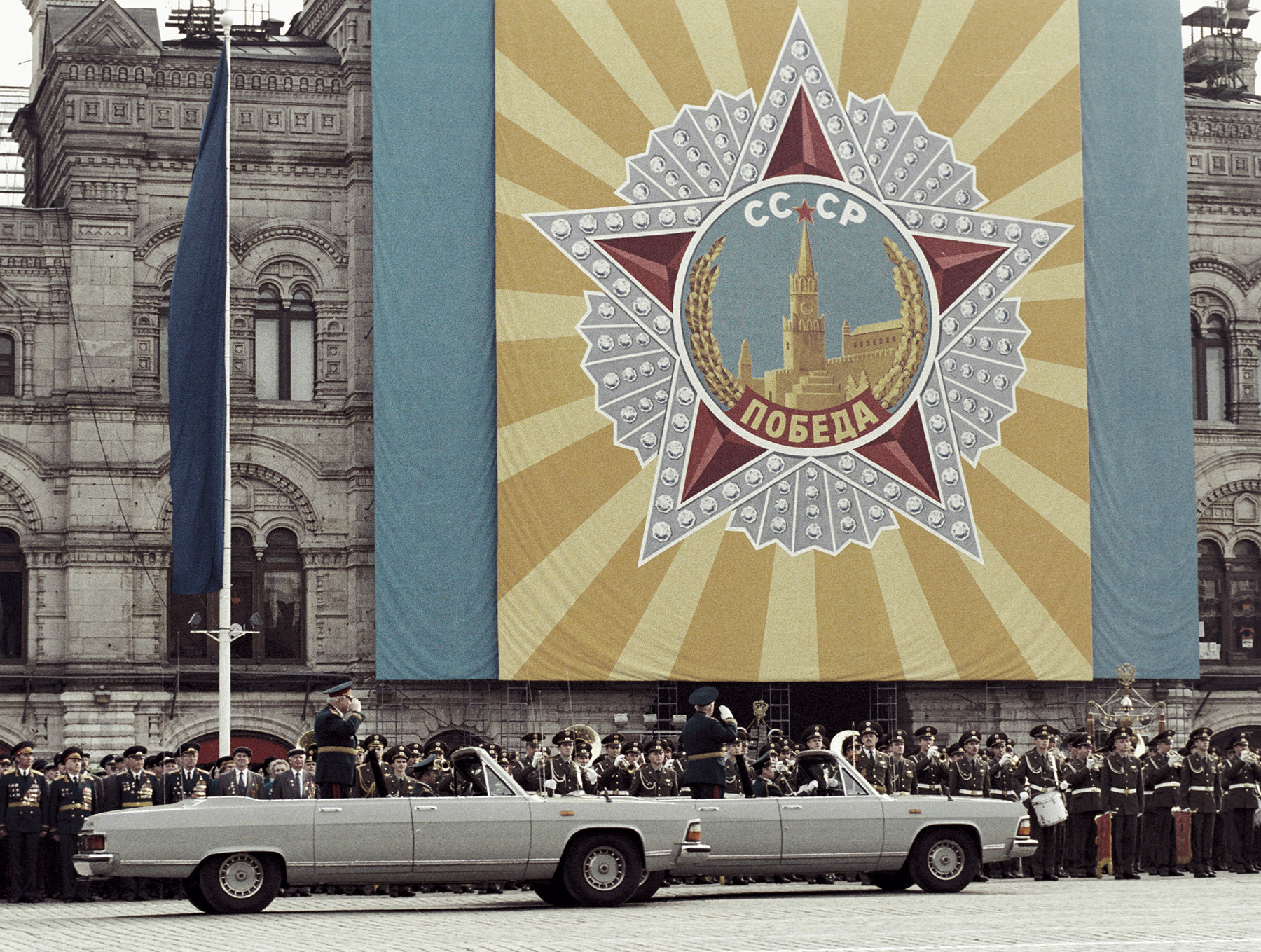
対独戦勝50周年記念パレード（1995年）

1995年のパレードはソ連崩壊後初の軍事パレードであり、1990年に開催された革命73周年記念パレード以来のパレードとなったが、車両行進が実施されないなど、ソ連時代と比べ小規模なものとなった。午前9時55分、ボリス・エリツィン大統領らロシア政府幹部がレーニン廟上に登壇。スパスカヤ塔の鐘が午前10時を知らせると同時にパレードが開始された。
このパレードではレーニン廟正面の「ЛЕНИН」の石碑が隠され、ロシア国民からの批判を招いた。巡閲終了後、巡閲官が霊廟に登壇する際にはソ連時代の戦勝記念パレードと同様に「栄光あれ」が演奏された。グム百貨店前には勝利勲章の装飾が施された。

### 2005年対独戦勝記念パレード

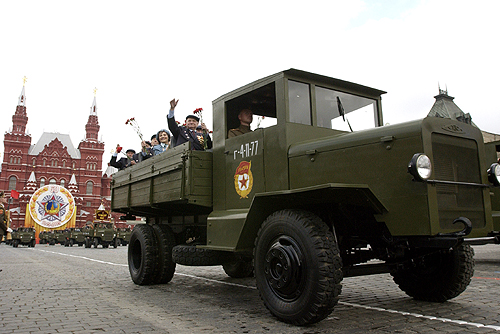
赤の広場を行進する車両

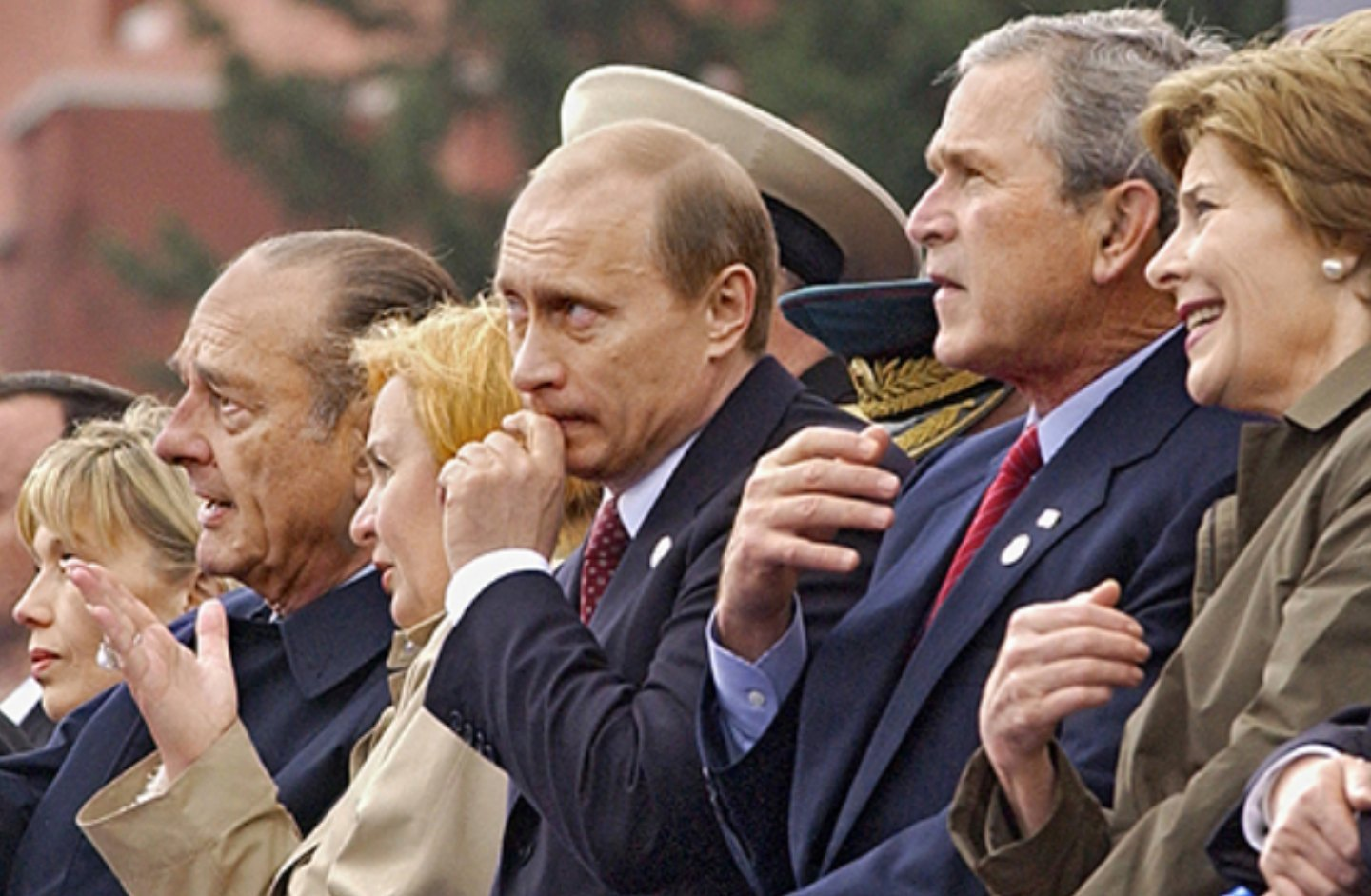
パレードを観覧するプーチン大統領とJ.W.ブッシュ大統領

ウラジーミル・プーチン政権下で行われた2005年のパレードでは、初めてレーニン廟全体が隠された。戦勝60年の節目に際し、数多くの外国要人が出席した。勝利の旗の入場の後、スパスカヤ塔下からセルゲイ・イワノフ国防相が広場に入場し、広場にいる兵士を激励した。このパレードでは、グム百貨店前に初めて電光掲示板が設置された。
| 名前                                 | 役職 (2005年当時)             | 出欠               |
| ------------------------------------ | ----------------------------- | ------------------ |
| ミハイ1世                            | 元ルーマニア国王              | 出席               |
| ジョージ・W・ブッシュ                | アメリカ大統領                | 出席               |
| トニー・ブレア                       | イギリス首相                  | 急用の為欠席       |
| ジョン・プレスコット                 | イギリス副首相                | 首相代理として出席 |
| ゲアハルト・シュレーダー             | ドイツ首相                    | 出席               |
| ジャック・シラク                     | フランス大統領                | 出席               |
| 小泉純一郎                           | 日本国内閣総理大臣            | 出席               |
| 胡錦濤                               | 中国共産党総書記 中国国家主席 | 出席               |
| 盧武鉉                               | 韓国大統領                    | 出席               |
| マンモハン・シン                     | インド首相                    | 出席               |
| シルヴィオ・ベルルスコーニ           | イタリア首相                  | 出席               |
| スヴェトザル・マロヴィッチ           | セルビアモンテネグロ大統領    | 出席               |
| ヴァイラ・ヴィーチェ＝フレイベルガ   | ラトビア大統領                | 出席               |
| イルハム・アリエフ                   | アゼルバイジャン大統領        | 出席               |
| ロベルト・コチャリャン               | アルメニア大統領              | 出席               |
| イスラム・カリモフ大統領             | ウズベキスタン大統領          | 出席               |
| ヌルスルタン・ナザルバエフ           | カザフスタン大統領            | 出席               |
| ヴィクトル・ユシチェンコ             | ウクライナ大統領              | 出席               |
| エモマリ・ラフモン                   | タジキスタン大統領            | 出席               |
| クルマンベク・バキエフ               | キルギス大統領                | 出席               |
| ジョゼ・マヌエル・ドゥラン・バローゾ | 欧州共同体委員会委員長        | 出席               |
| コフィー・アナン                     | 国際連合事務総長              | 出席               |

### 2015年対独戦勝記念パレード

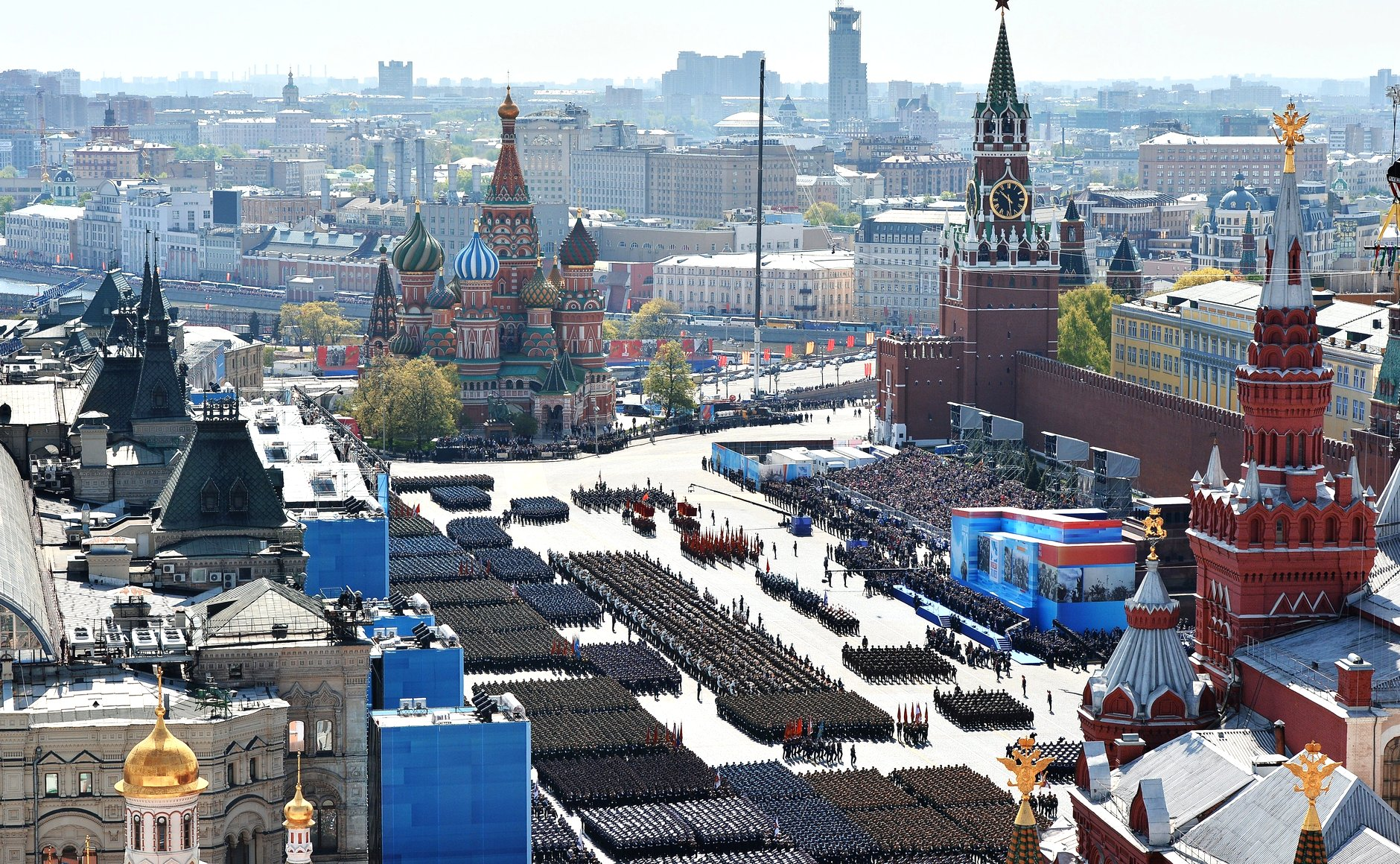
パレード当日の赤の広場（2015年5月9日）

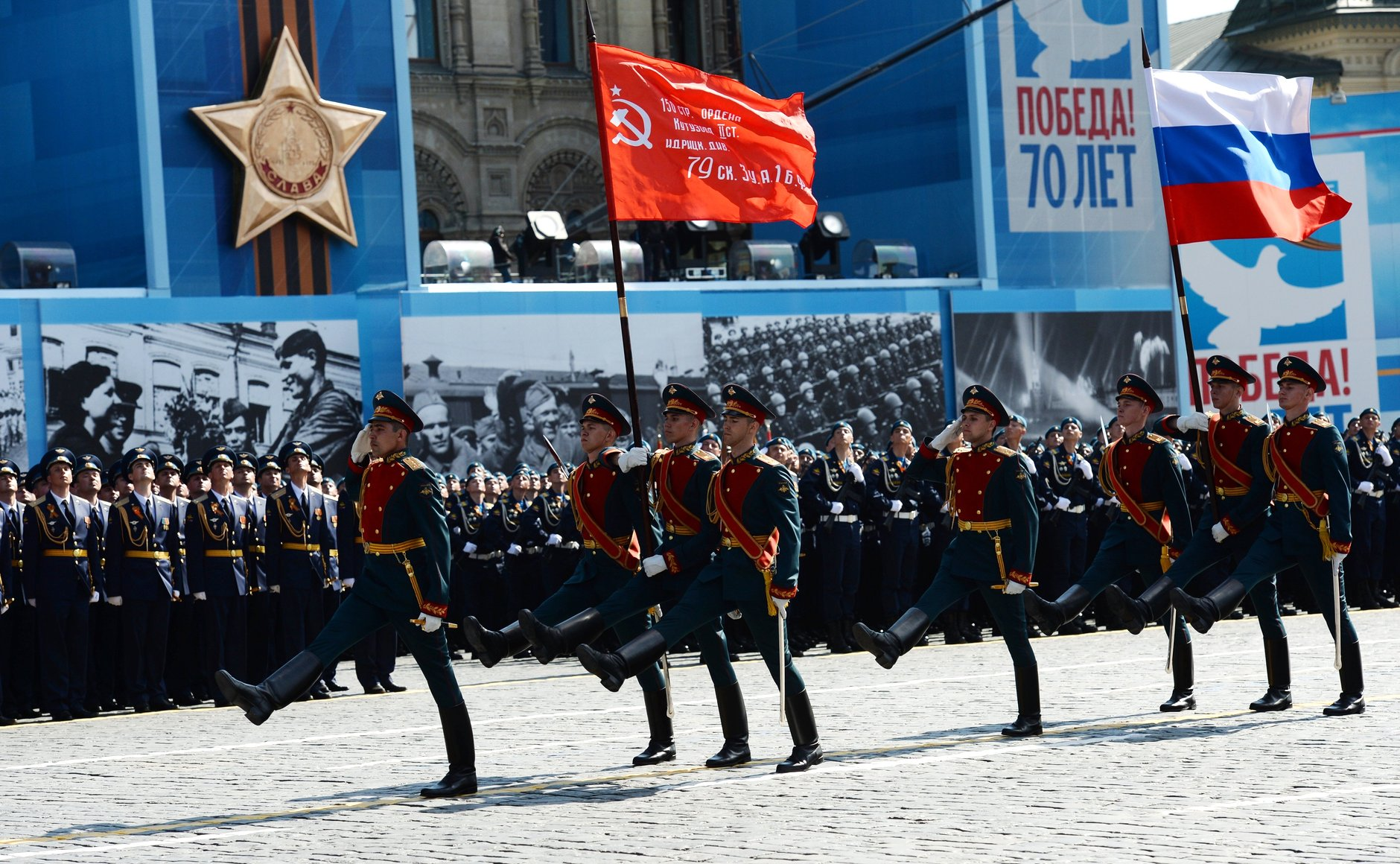
聖旗とロシア国旗を掲げ行進するロシア兵

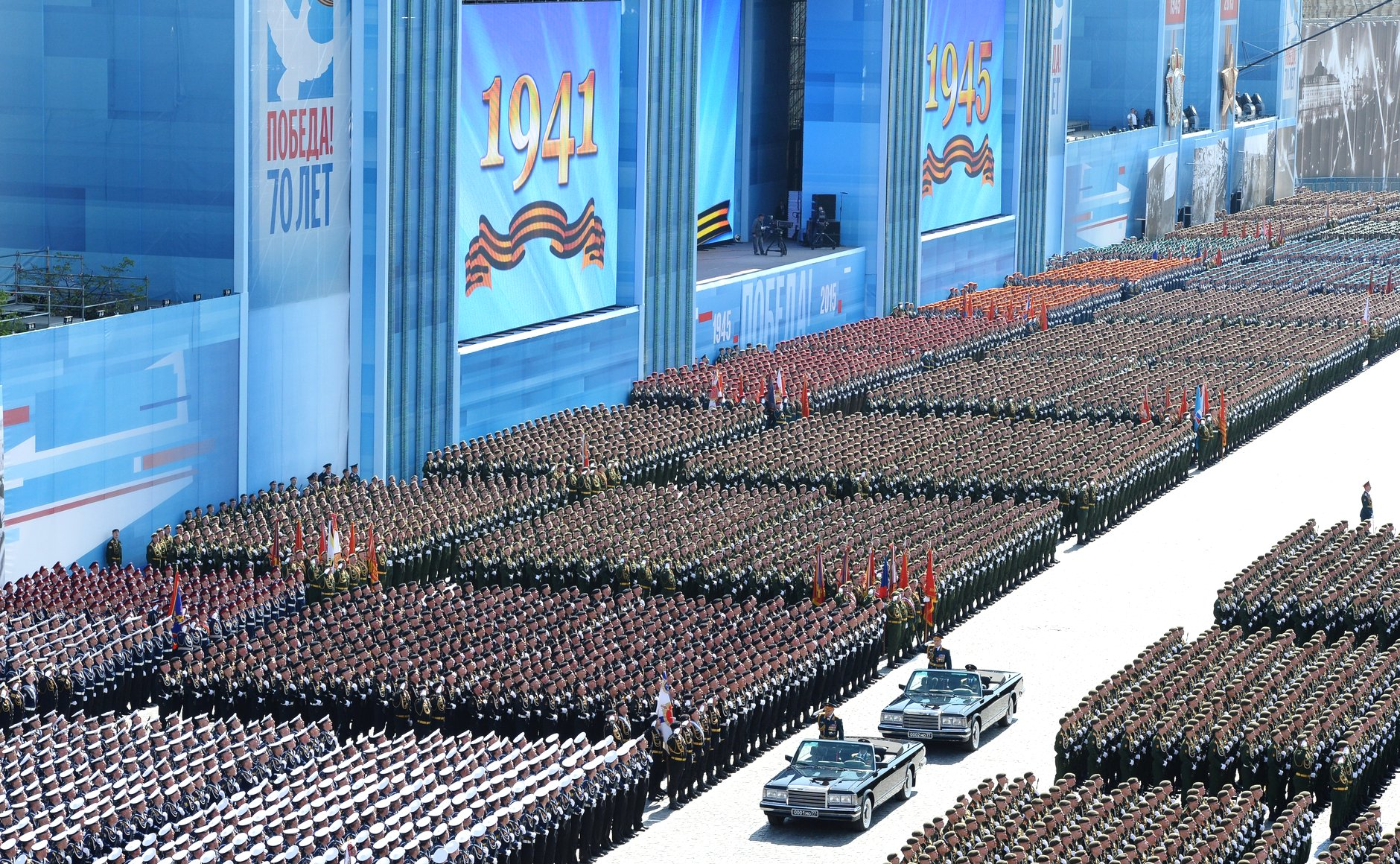
兵士を激励するショイグ国防相

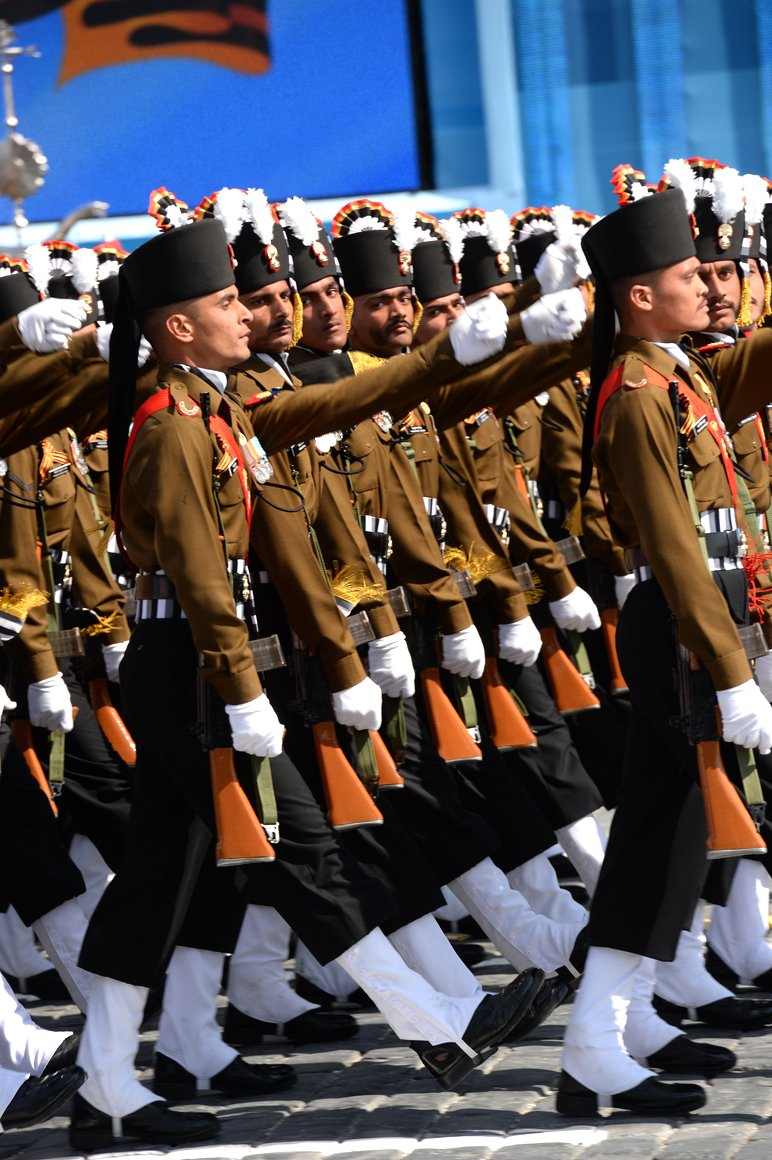
パレードを行進するインド軍

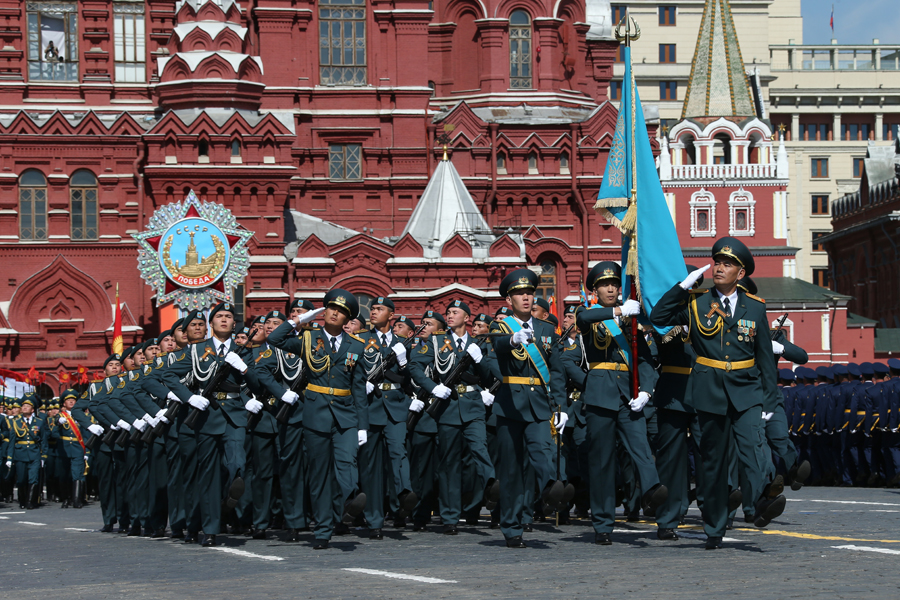
赤の広場を行進するカザフスタン共和国軍

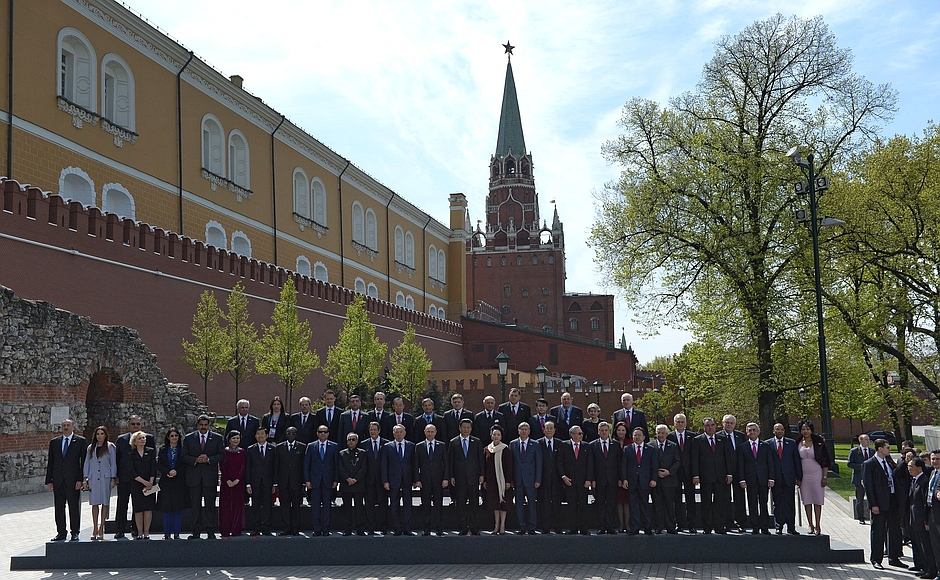
無名戦士の墓で集合写真を撮る要人

2015年のパレードは、クリミア併合以降はじめて迎える節目の年のパレードであった。2005年のパレードより規模を拡大し、ソ連式の行進隊形に変更された。パレードへの招待状は68か国の首脳、国連、ユネスコ、欧州評議会、欧州連合の首脳に送られた。
| 名前                               | 役職 (2015年当時)                             | 出欠 |
| ---------------------------------- | --------------------------------------------- | ---- |
| イルハム・アリエフ                 | アゼルバイジャン大統領                        | 出席 |
| セルジ・サルキシャン               | アルメニア大統領                              | 出席 |
| ヌルスルタン・ナザルバエフ         | カザフスタン大統領                            | 出席 |
| アルマズベク・アタンバエフ         | キルギス大統領                                | 出席 |
| エモマリ・ラフモン                 | タジキスタン大統領                            | 出席 |
| グルバングル・ベルディムハメドフ   | トルクメニスタン大統領                        | 出席 |
| 習近平                             | 中国共産党総書記 中国国家主席                 | 出席 |
| プラナブ・ムカルジー               | インド大統領                                  | 出席 |
| ジェイコブ・ズマ                   | 南アフリカ大統領                              | 出席 |
| アッシーシ                         | エジプト大統領                                | 出席 |
| 金永南                             | 北朝鮮最高人民会議常任委員会委員長            | 出席 |
| ラウル・カストロ                   | キューバ共産党第一書記 キューバ国家評議会議長 | 出席 |
| トミスラヴ・ニコリッチ             | セルビア大統領                                | 出席 |
| ジョルゲ・イヴァノフ               | 北マケドニア大統領                            | 出席 |
| ムラデン・イヴァニッチ             | ボスニア・ヘルツェゴビナ大統領府議長          | 出席 |
| ニコス・アナスタシアディス         | キプロス大統領                                | 出席 |
| チュオン・タン・サン               | ベトナム国家主席                              | 出席 |
| ツァヒアギーン・エルベグドルジ     | モンゴル大統領                                | 出席 |
| ニコラス・マドゥロ                 | ベネズエラ大統領                              | 出席 |
| ロバート・ムガベ                   | ジンバブエ大統領                              | 出席 |
| マフムード・アッバース             | パレスチナ大統領                              | 出席 |
| ラウリ・ハジムバ                   | アブハジア大統領                              | 出席 |
| レオニード・チビロフ               | 南オセチア大統領                              | 出席 |
| ミロラド・ドディク                 | スルプスカ大統領                              | 出席 |
| 潘基文                             | 国際連合事務総長                              | 出席 |
| イリナ・ボコヴァ                   | ユネスコ事務総長                              | 出席 |
| バラク・オバマ                     | アメリカ大統領                                | 欠席 |
| デーヴィッド・キャメロン           | イギリス首相                                  | 欠席 |
| アンゲラ・メルケル                 | ドイツ首相                                    | 欠席 |
| 安倍晋三                           | 日本国内閣総理大臣                            | 欠席 |
| フランソワ・オランド               | フランス大統領                                | 欠席 |
| マッテオ・レンツィ                 | イタリア首相                                  | 欠席 |
| ジルマ・ルセフ                     | ブラジル大統領                                | 欠席 |
| ピーター・コスグローブ             | オーストラリア総督                            | 欠席 |
| レジェップ・エルドアン             | トルコ大統領                                  | 欠席 |
| ルーベン・リブリン                 | イスラエル大統領                              | 欠席 |
| ベンヤミン・ネタニヤフ             | イスラエル首相                                | 欠席 |
| ハインツ・フィッシャー             | オーストリア大統領                            | 欠席 |
| マリアーノ・ラホイ・ブレイ         | スペイン首相                                  | 欠席 |
| マルク・ルッテ                     | オランダ首相                                  | 欠席 |
| アレクシス・ツィプラス             | ギリシャ首相                                  | 欠席 |
| ラース・ロッケ・ラスムセン         | デンマーク首相                                | 欠席 |
| エルナ・ソルベルグ                 | ノルウェー首相                                | 欠席 |
| ステファン・ロベーン               | スウェーデン首相                              | 欠席 |
| サウリ・ニーニスト                 | フィンランド大統領                            | 欠席 |
| オラフル・ラグナル・グリムソン     | アイスランド大統領                            | 欠席 |
| 朴槿恵                             | 大韓民国大統領                                | 欠席 |
| 金正恩                             | 朝鮮労働党第一書記                            | 欠席 |
| ボルト・パホル                     | スロベニア大統領                              | 欠席 |
| コリンダ・グラバル＝キタロヴィッチ | クロアチア大統領                              | 欠席 |
| フィリップ・ヴヤノヴィッチ         | モンテネグロ大統領                            | 欠席 |
| ブロニスワフ・コモロフスキ         | ポーランド大統領                              | 欠席 |
| エヴァ・コパチ                     | ポーランド首相                                | 欠席 |
| ミロシュ・ゼマン                   | チェコ大統領                                  | 欠席 |
| アンドレイ・キスカ                 | スロバキア大統領                              | 欠席 |
| ロベルト・フィツォ                 | スロバキア首相                                | 欠席 |
| クラウス・ヨハニス                 | ルーマニア大統領                              | 欠席 |
| ロセン・プレヴネリエフ             | ブルガリア大統領                              | 欠席 |
| アーデル・ヤーノシュ               | ハンガリー大統領                              | 欠席 |
| ブヤル・ニシャニ                   | アルバニア大統領                              | 欠席 |
| ペトロ・ポロシェンコ               | ウクライナ大統領                              | 欠席 |
| アレクサンドル・ルカシェンコ       | ベラルーシ大統領                              | 欠席 |
| イスラム・カリモフ                 | ウズベキスタン大統領                          | 欠席 |
| ニコラエ・ティモフティ             | モルドバ大統領                                | 欠席 |
| トーマス・イルヴェス               | エストニア大統領                              | 欠席 |
| アンドリス・ベールジンシュ         | ラトビア大統領                                | 欠席 |
| ダリア・グリバウスカイテ           | リトアニア大統領                              | 欠席 |
| ギオルギ・マルグヴェラシヴィリ     | グルジア大統領                                | 欠席 |
| ドナルド・トゥスク                 | 欧州理事会議長                                | 欠席 |
| ジャン＝クロード・ユンケル         | 欧州委員会委員長                              | 欠席 |
| マルティン・シュルツ               | 欧州議会議長                                  | 欠席 |
| トルビョーン・ヤクラント           | 欧州評議会事務局長                            | 欠席 |

### 2022年対独戦勝記念パレード

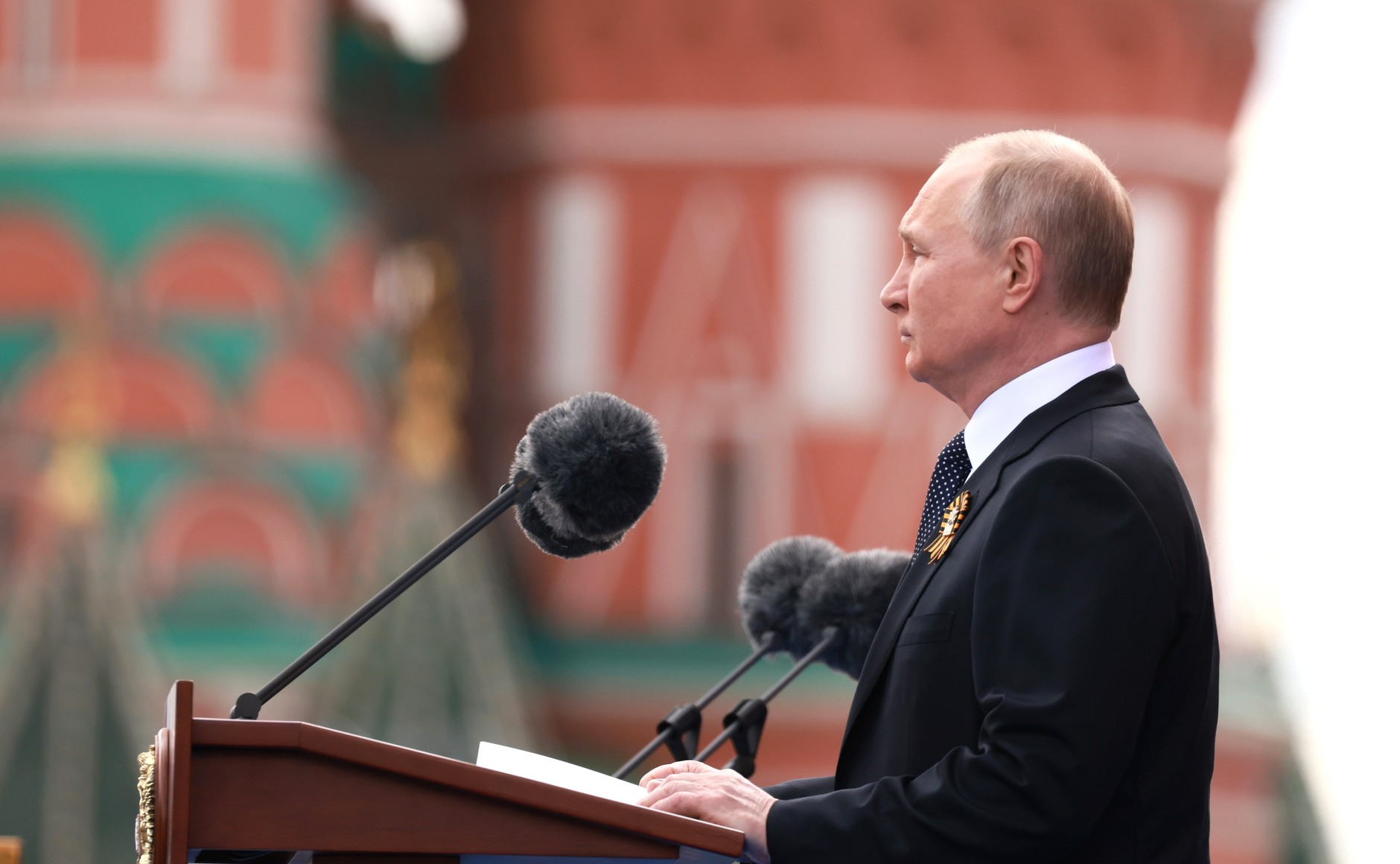
演説するプーチン大統領

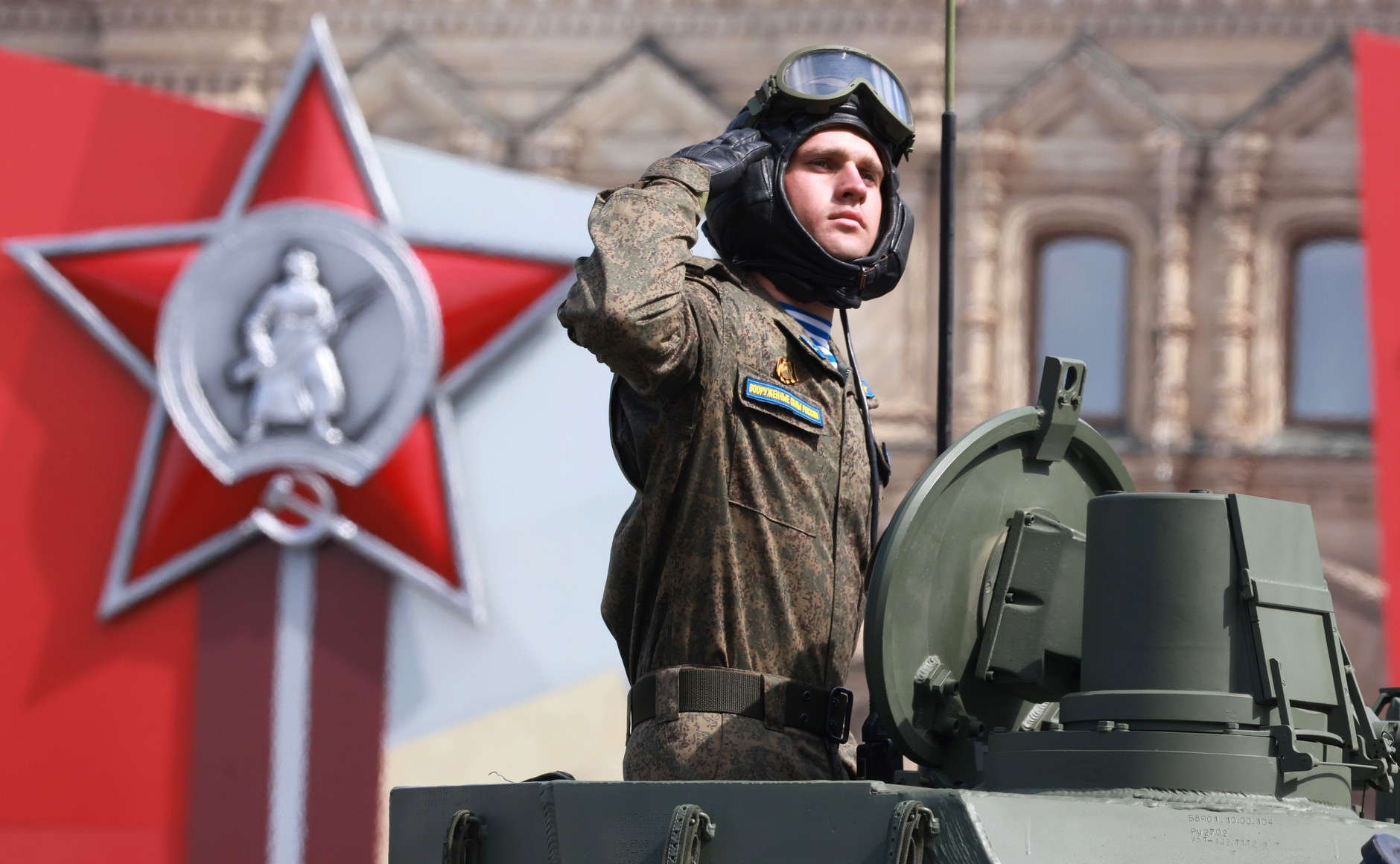
敬礼する兵士

2022年のパレードはウクライナ侵攻（ロシアでは特別軍事作戦）以降で初めて開催されたパレードとなった。2021年のパレードと比べ小規模となったが、ほぼ例年通りの進行で開催された。ペスコフ大統領報道官は4月に開催を発表し、首脳級要人は招待しないと発表したが、中東やアフリカ諸国の特使などが出席した。プーチン大統領はこの日に、ウクライナに対する正式な宣戦布告を行うという予測があったが、行われなかった。
ショイグ国防相の巡閲後に演説したプーチン大統領は、西側諸国、NATOを名指しで非難し、NATOと西側諸国はロシアを弱体化させる為にウクライナを利用していると述べた。プーチン大統領は、現在のウクライナ政府とナチス・ドイツ政府との類似点を描いたロシア軍を称賛し、現在の軍隊は「祖国とその将来のために、そして誰も第二次世界大戦の教訓を忘れないように戦っている」と兵士と国民を鼓舞した。